# Coleophora monardella
Coleophora monardella é uma espécie de mariposa do gênero Coleophora pertencente à família Coleophoridae.